# Bryum imbricatum
Bryum imbricatum är en bladmossart som beskrevs av Bruch och W. P. Schimper 1839. Bryum imbricatum ingår i släktet bryummossor, och familjen Bryaceae. Inga underarter finns listade i Catalogue of Life.